# 超級航空母艦

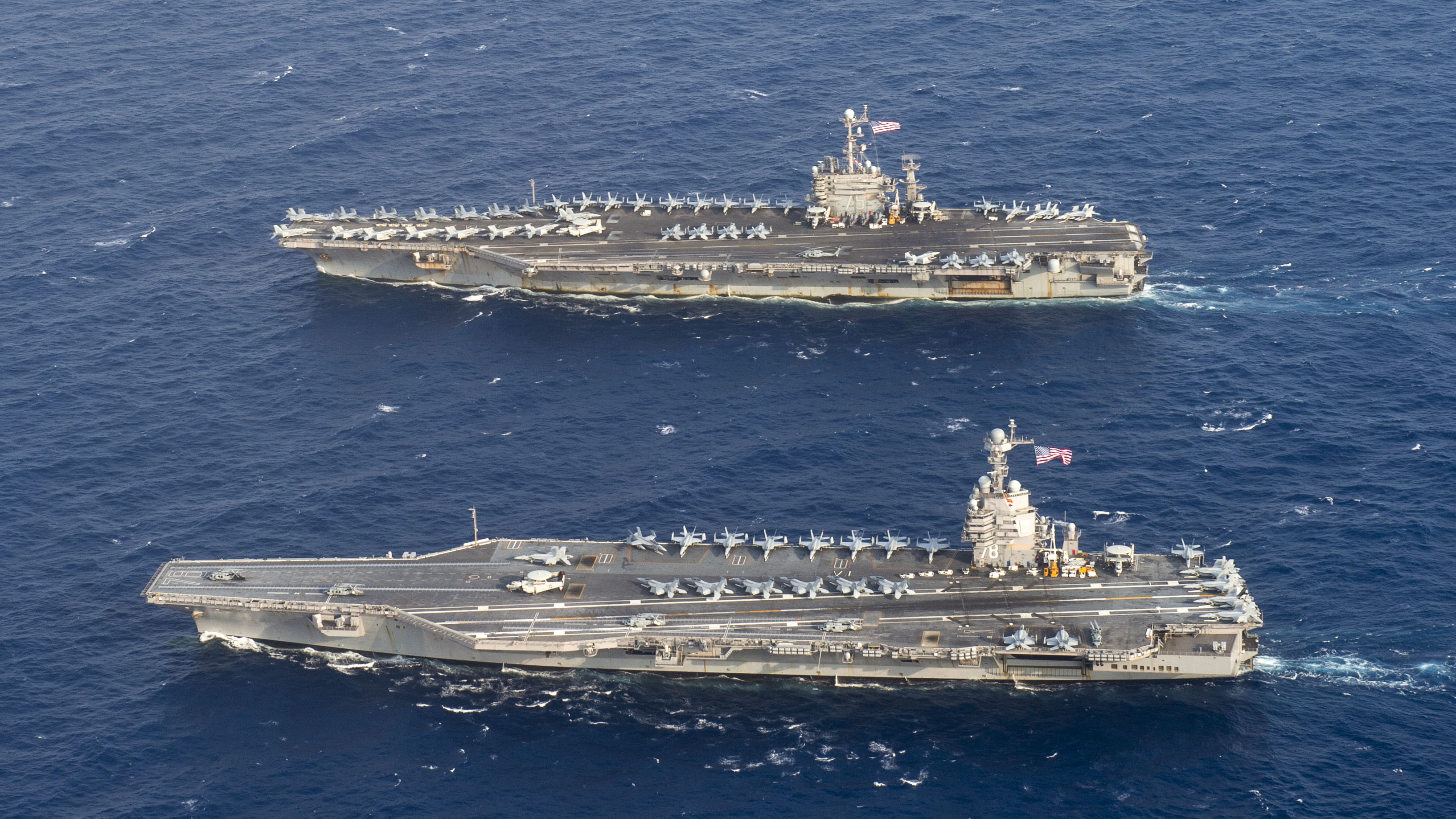
2020年，現役的兩型核子動力超級航艦，尼米茲級杜魯門號和福特級福特號並排航行於大西洋上

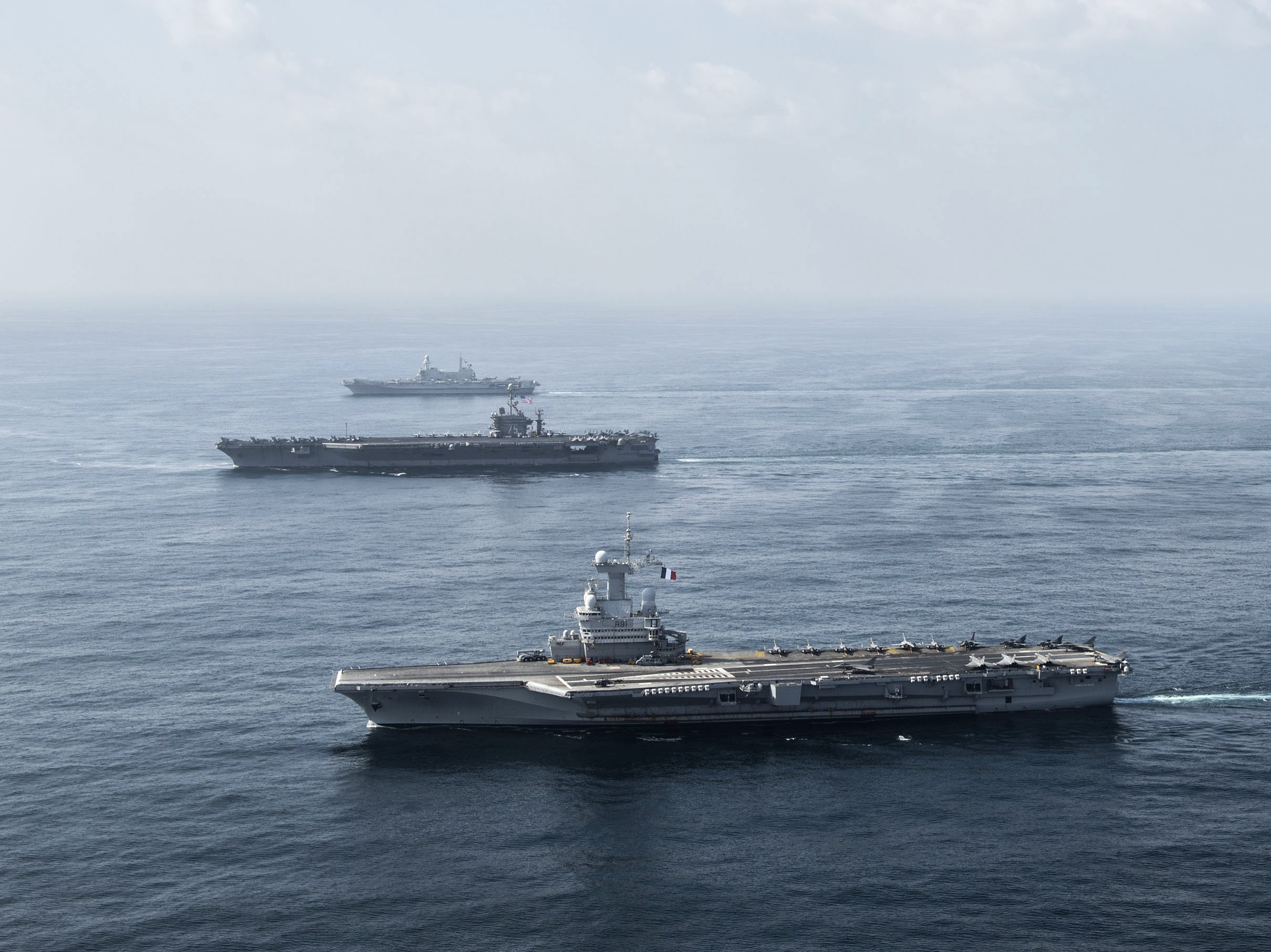
2013年，美國海军的超級航空母艦杜魯門號、法國海军的中型航空母艦戴高樂號以及義大利海军的轻型航空母舰加富爾號，並排航行於阿曼灣上

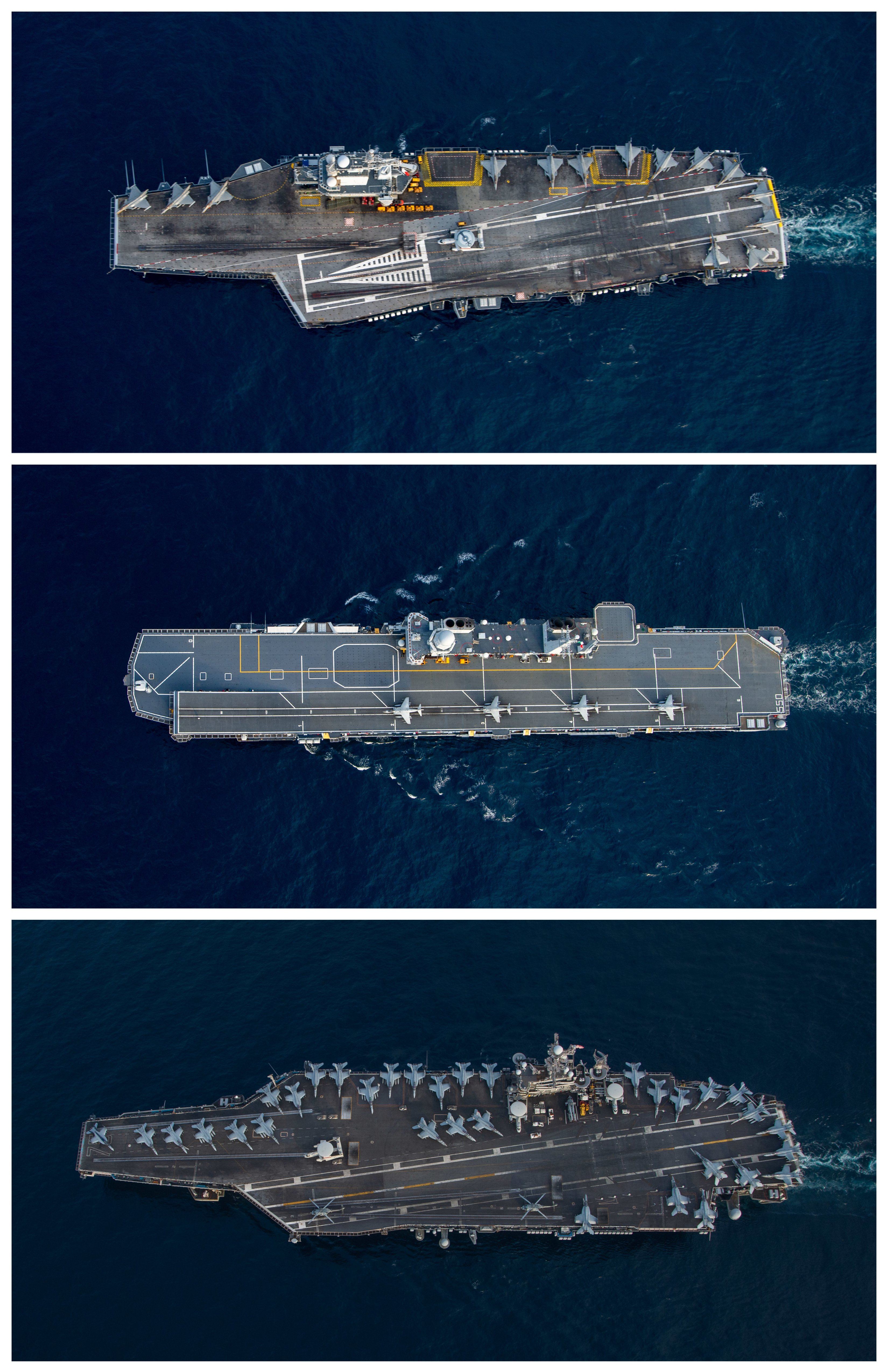
美國海軍的超級航空母艦杜魯門號（下）、法國海軍的中型航空母艦戴高樂號（上）以及義大利海軍的輕型航空母艦加富尔号（中）的甲板艦載機數量對比（非同一比例）。

超級航空母艦（英語：Supercarrier）是形容当前最大吨位级别的航空母艦的非正式名詞，是目前世界上排水量最大的軍艦级别。
目前，美國海軍擁有世界上絕大多數现役的超级航空母舰，即10艘尼米兹级和1艘福特级，均为排水量在101,605公噸（100,000長噸）以上的核动力航空母舰；中国人民解放军海军則擁有一艘常規動力超級航空母艦福建號，仍在進行海試。
相比之下，其他國家的航母主要為相對较小、排水量在40,000—75,000公噸（39,000—74,000長噸）的中型航空母舰（如法國海軍的戴高樂號、中國人民解放军海軍的001型和002型、俄罗斯海军的库兹涅佐夫号、英國皇家海軍的伊丽莎白女王级和印度海军的维克拉玛迪亚号与维克兰特号）或排水量在40,000公噸（39,000長噸）以下的轻型航空母舰（如意大利海军的加富尔号和泰国皇家海军的差克里·纳吕贝特号）。
苏联曾在20世纪80年代建造近80,000公噸（79,000長噸）级的乌里扬诺夫斯克号航空母舰，但进度不到40％就因苏联解体而最终被拆除。21世纪以来，美國与中國是世界上唯二能建造並擁有超級航空母舰的國家。

## 歷史
超級航空母艦的說法最早起於1938年，由《紐約時報》用於形容英國海軍的皇家方舟号航空母舰，其長662英呎、排水量22,000噸，設計可搭載72架飛機。1943年，其地位被美國45,000噸的中途島級航空母艦所取代，作為27,000噸的艾塞克斯級的強化型。二戰後，超級航空母艦的地位交給了美國號以及福萊斯特級。福萊斯特級排水量為60,000噸級，而在滿載狀態下航行則有79,250噸，並被美國新聞界認為是當代標準下真正的第一艘「超級航空母艦」，而同樣級別的美國號則被取消建造，引發了「海軍上將叛亂事件」。目前美國的尼米茲級以及新一代的福特級，亦是排水量十萬噸級的核動力超級航空母艦。
其他國家方面，蘇聯在冷戰末期曾建造烏里揚諾夫斯克號航空母艦，其為80,000噸級，也是蘇聯最大的航艦，但在完成40％的情況下因後冷戰時期的軍費縮減而於1991年取消工程。英國長期使用三艘輕型的无敌级航空母舰，而後回歸傳統路線建造大型航空母艦-伊莉莎白女王級，其為65,000噸級，法國同樣也計畫在同一平台建造新型航艦-二號航空母艦，約為75,000噸級，這兩種航艦都被英國媒體與國會議員稱之「超級航空母艦」，但實際性能和定位與真正的超級航空母艦仍有差距。預計建造兩艘的伊莉莎白女王級將會給予英國海軍遠較無敵級更相近美軍航艦的性能，提供資訊給下議院國防委員會的第一海務大臣——艾倫·威斯特爵士聲稱，與美國航艦協同作戰的能力為該航艦性能與噸位的決定性因素，「我曾與海軍作戰部長交流過，他由衷希望我們有這樣的武力，並可與其航艦戰鬥群一同作戰，但在噸位排序上，他們希望能保有第一名的位置。」中國新一代的航艦為003型，是中国人民解放军海军第一艘采用平直通长飞行甲板、电磁弹射和阻拦装置的航母，满载排水量约80,000余吨；也是歷史上在亞洲建造過的最大軍艦，儘管比美國海军十萬噸以上的超級航空母艦系列略小一點，其排水量和體積亦被肯定為亞洲的第一艘超級航空母艦。

## 替代品
美國海軍目前擁有11艘這種軍艦，其在常規戰爭與非對稱戰鬥下的脆弱性，一直以來多少有改採用小型航艦改變現況的理念發聲，例如前作戰部長艾勒默·朱姆沃爾特（Elmo Zumwalt）提出的「制海艦」構想。然而，超級航空母艦仍被認為比小型航艦更具有成本效益。制海艦構想雖然沒被美國海軍採納，但是設計概念輸出給西班牙、義大利等，搭配垂直起降戰機成為1970年代起西歐國家運用的輕型航空母艦或兩棲突擊艦。
另外還有一種模組化、專作為海上基地、預計建造10艘的航艦概念—「移動式海上基地」（簡稱「MOB」），可不用借助盟國陸上基地作戰，但在2001年因為成本考量而放棄。

## 超級航空母艦列表
现役的超级航母
- 尼米茲級航空母艦（隸屬美國海軍，排水量達到100000噸，首艦1975年服役）：共10艘，全部現役。
- 福特級航空母艦（隸屬美國海軍，排水量超過100000噸，首艦2017年服役）：一艘已服役，一艘已經下水，一艘建造中，計畫到2050年代建造10艘。

已退役的超级航母
- 福萊斯特級航空母艦（隸屬美國海軍，排水量達到80000噸，首艦1955年服役）：共有4艘，全部已退役。
- 小鷹級航空母艦（隸屬美國海軍，排水量超過80000噸，首艦1961年服役）：共有4艘，全部已退役。
- 企業級航空母艦（隸屬美國海軍，排水量達到90000噸，1961年服役）：原訂6艘，但最終僅完工1艘，已退役。

計劃中的超級航母
- 福建號航空母艦（隸屬中國海軍，排水量超過80000噸）：2024年5月8日完成首次海試，預計於2025年內服役。
- 004型航空母艦（隸屬中國海軍）：預計排水量達100000噸，採用核動力驅動，安裝4部電磁彈射器。
- 新世代航空母艦（隸屬法國海軍）：依照對該航母的研究，法國海軍認為75000噸級的新世代航空母艦裝備兩部以K15反應器為基礎的改進型號，就能擁有足夠的功率，計劃2038年取代戴高樂號，並服役至2080年。
- 23000E型施托姆級航空母艦（隸屬俄羅斯海軍）：此艦是目前俄羅斯兩個新建核子動力航艦的競爭方案之一（另一個為11430E型海牛級航空母艦）。

遭取消的超級航艦造艦計劃
- 美國級航空母艦（隸屬美國海軍，原本預計於1950年代服役）：原訂建造5艘，但在第一艘鋪設龍骨時就全面取消建造。
- 1160工程奧廖爾級航空母艦（俄语：Авианесущие крейсера проекта 1160）（隸屬蘇聯海軍，原預計1980年代服役）：因成本、技術、政治問題導致建造計畫取消，而基於此設計降級的1153工程奧廖爾級航空母艦計劃也被取消。
- 烏里揚諾夫斯克級航空母艦（隸屬蘇聯海軍，原預計1990年代服役）：1991年完工到40%情況下1992年被拆解，另一艘2號艦1143.8號計劃也被取消。
- 二號航空母艦（英语：French aircraft carrier PA2）（隸屬法國海軍）：原計劃與英國伊莉莎白女王級採用同一平台建造，2013年取消計劃。

## 外部連結
- Haze Gray、Underway 著，世界航空母艦列表 （页面存档备份，存于）
- 美國海軍航空母艦 （页面存档备份，存于）